# Rote Frangipani

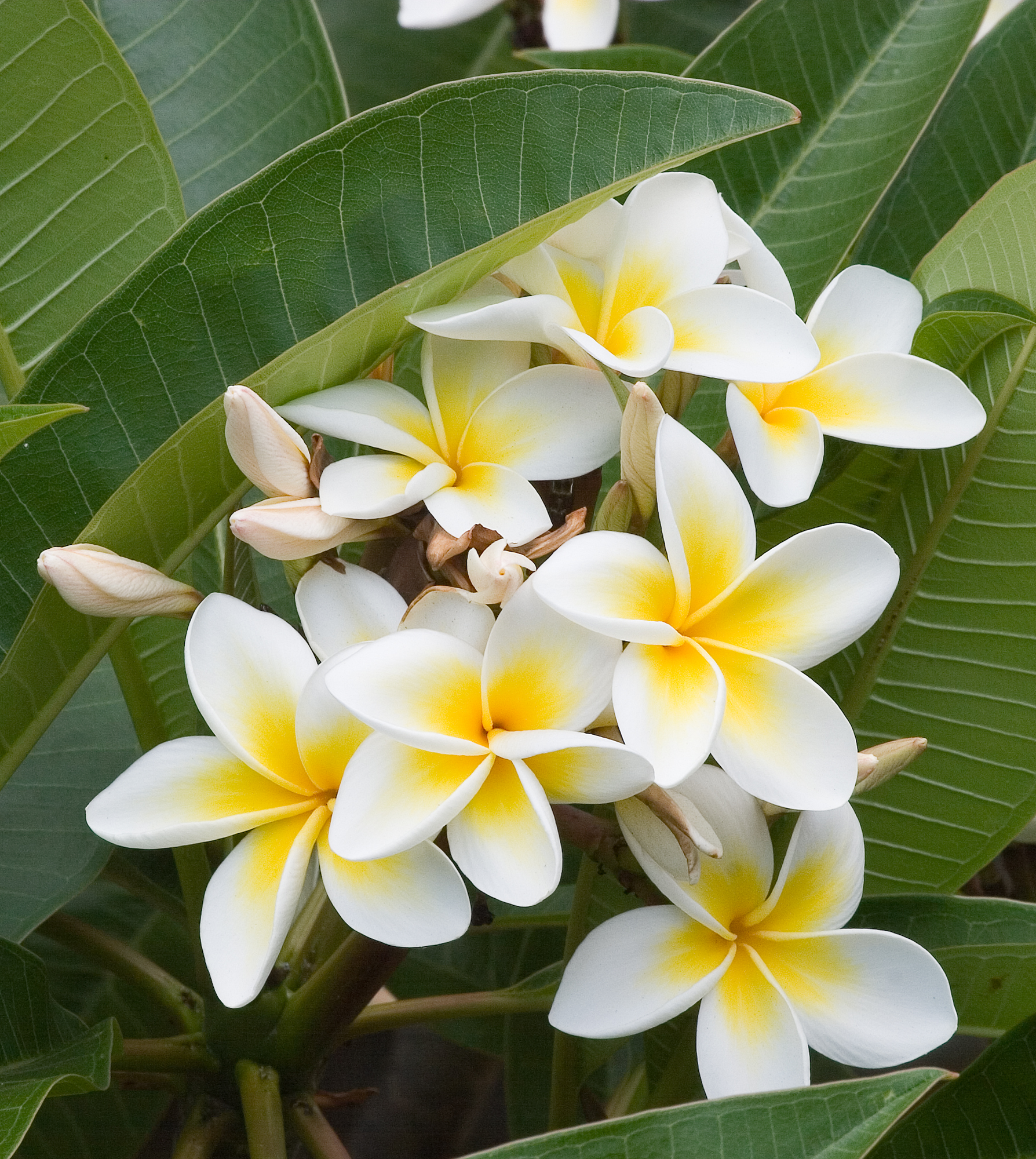
Blütenstand

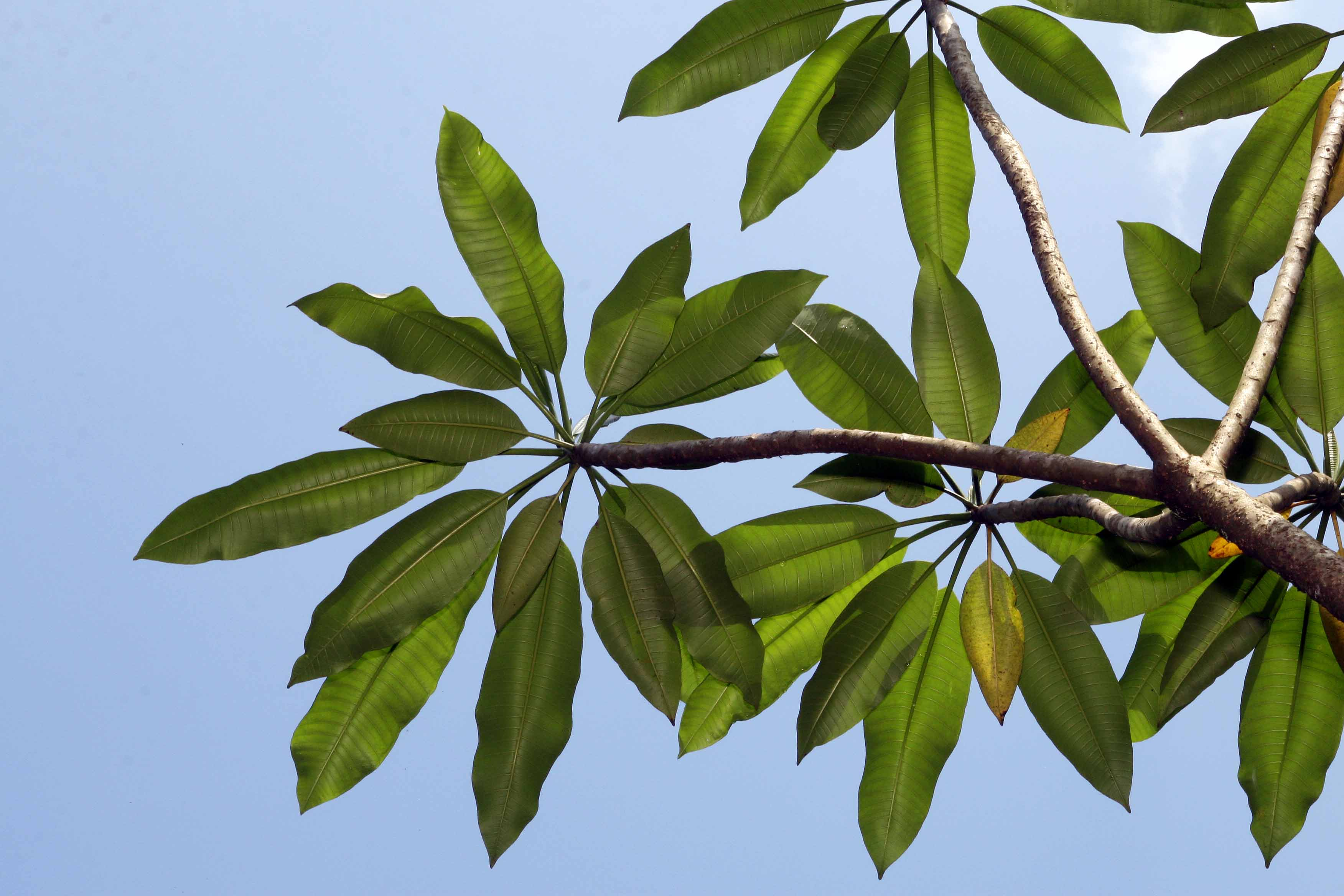
Blätter von unten

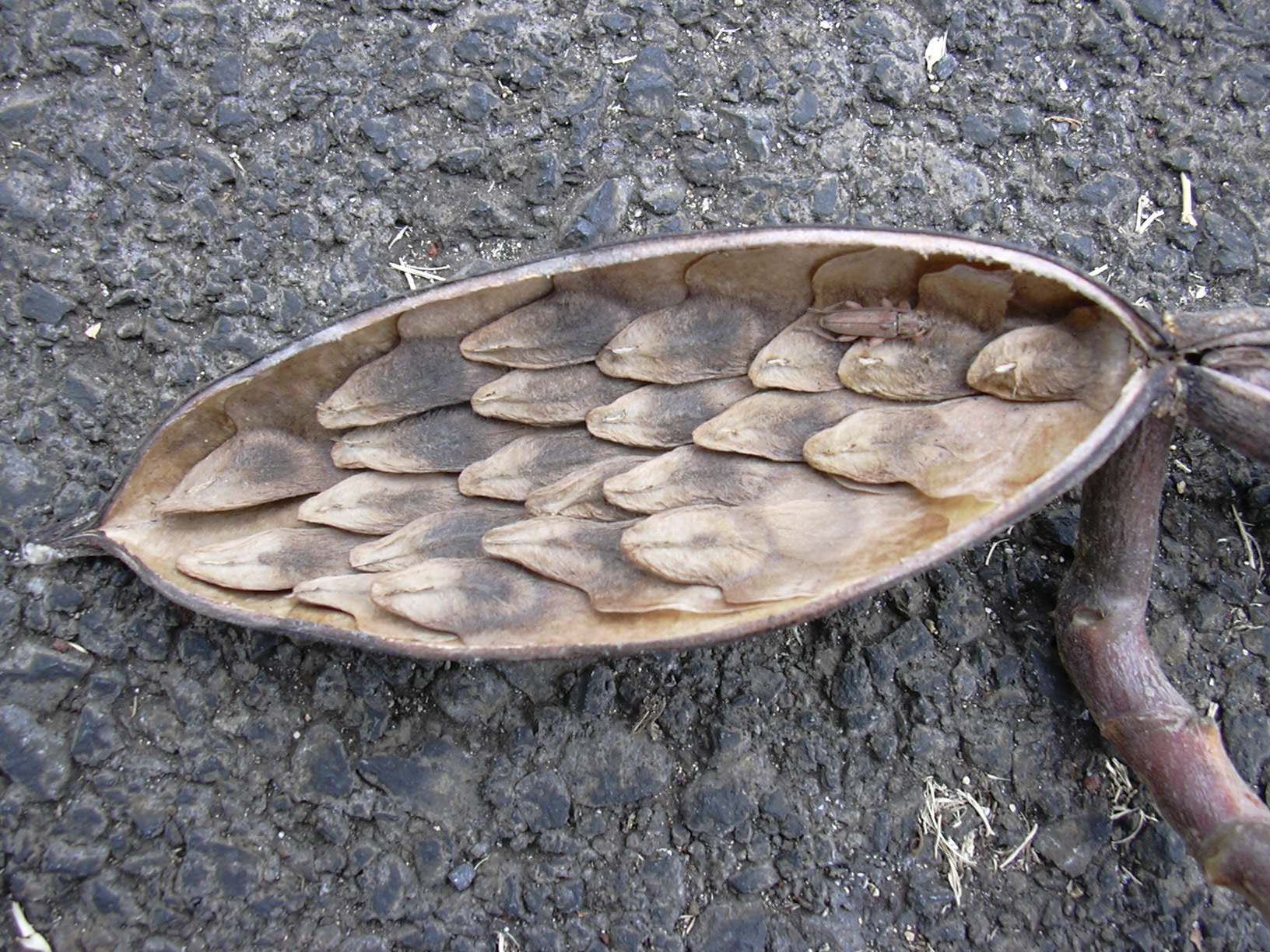
Geöffnete Frucht und Samen

Die Rote Frangipani (Plumeria rubra) ist eine Pflanzenart aus der Gattung Plumeria in der Familie der Hundsgiftgewächse (Apocynaceae). Sie ist die Nationalblume Nicaraguas und wird dort Sacuanjoche genannt.

## Beschreibung
Die Rote Frangipani wächst als laubabwerfender, bis über 12 m hoher Baum, sie bleibt aber meist einiges kleiner. Der Stammdurchmesser erreicht über 25 Zentimeter. Der Stamm ist korkig, die Blattnarben sind deutlich hervorstehend. Die jüngeren Sprosse sind leicht filzig behaart. Der Baum führt einen Milchsaft, Latex.
Die wechselständigen und kurz gestielten, festledrigen Laubblätter an den Zweigenden sind verkehrt-eiförmig, -eilanzettlich oder eiförmig bis elliptisch, lanzettlich. Sie sind ganzrandig und werden bis 40 cm lang und 15 cm breit. Sie sind spitz oder bespitzt bis kurz zugespitzt, die Basis ist keilförmig. Die Oberseite ist meist unbehaart, die Unterseite ist mehr oder weniger behaart bis unbehaart. Die Nebenadern vereinen sich zu einer Randader, intramarginal. Die Blattstiele sind 3 bis 6 cm lang.
Die kurzen, rispenförmigen Blütenstände bestehen aus einigen bis vielen Blüten und stehen meist endständig. Die festen Blütenstandsstiele werden bis 12 cm lang, die Blütenstiele werden zwischen 0,4 und 2 cm lang und sind behaart. Die duftenden, fünfzähligen Blüten mit doppelter Blütenhülle sind zwittrig. Der Kelch hat eine Länge von etwa 3 mm und ist mit kurzen, eiförmig-quadratischen, behaarten, dachigen, stachelspitzigen Kelchlappen besetzt. Die Krone ist stieltellerförmig mit schraubigen Zipfeln, weiß bis leicht rosa und öfters mit einem gelben Schlund. Entgegen dem Epitheton ist also die ursprüngliche Blütenfarbe oft nicht rot. Bei den kultivierten Formen kann die Farbe zwischen Weiß, Rot, Rosa und Gelb oder auch mehrfarbig variieren. Die schlanke Kronröhre ist 15 bis 25 mm lang, die Kronzipfel sind breit verkehrt-eiförmig, 30 bis 50 mm lang und 2 bis 3 cm breit. Die kurzen, fast sitzenden Staubblätter sind eingeschlossen am Grund der Kronröhre. Die zwei genährten Stempel mit kurzen Griffeln und leicht gelapptem „Griffelkopf“ sind halbunterständig.
Die paarigen, hörnerartigen, ledrigen und spitzen, vielsamigen, dunkelbraunen Balgfrüchte sind 15 bis 30 cm lang und 1,3 bis 3 cm dick. Sie enthalten 20 bis 40 flache, einseitig geflügelte, 3,5–4,5 Zentimeter, mit Flügel, lange Samen. Der Fruchtansatz ist in Relation zur Menge der Blüten gering.
Die Chromosomenzahl beträgt 2n = 36.

## Vorkommen

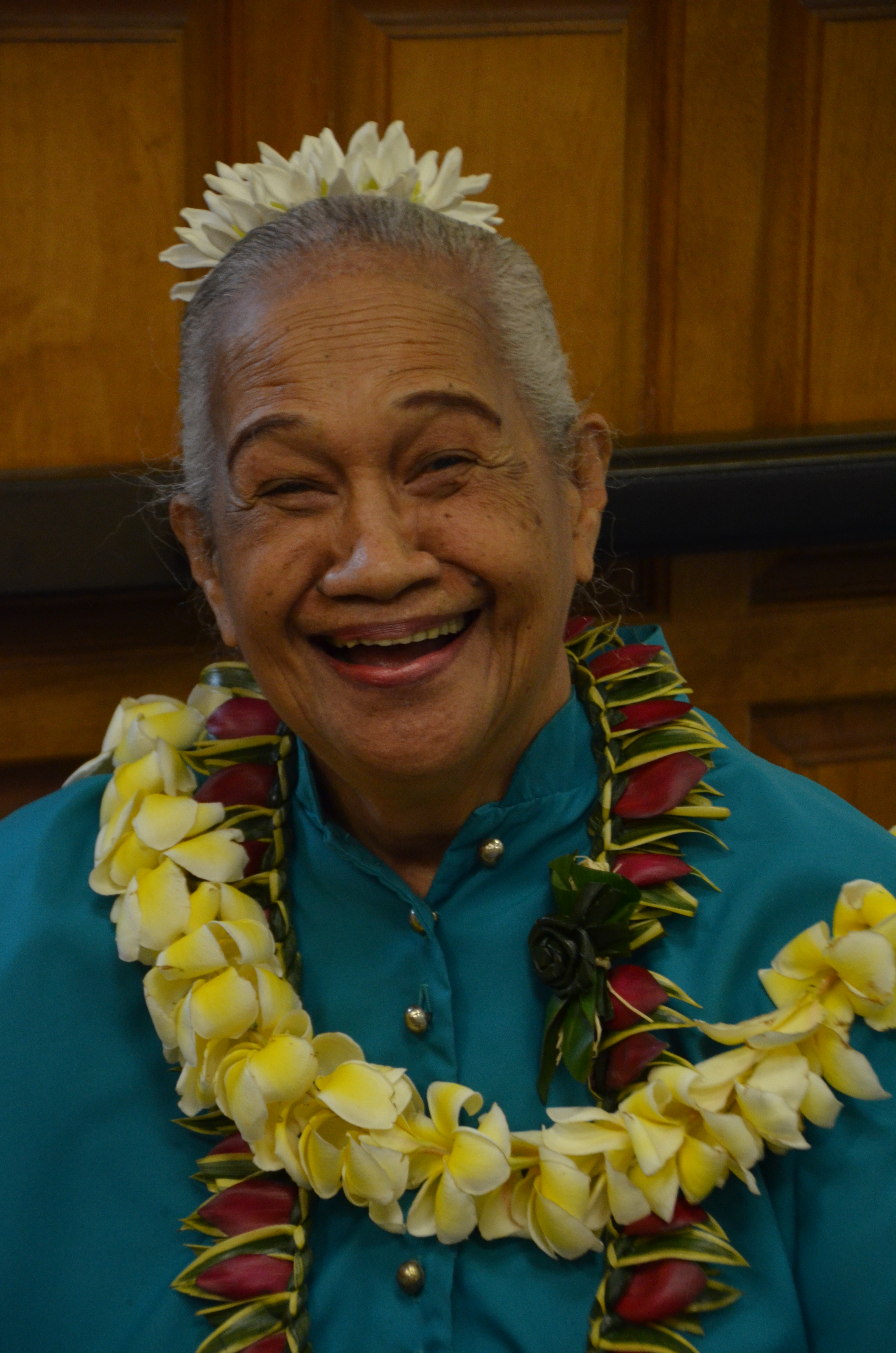
Florence Iwalani Koanui mit Lei aus weiß-gelben pua melia

Die Art ist in Südmexiko und Mittelamerika bis Kolumbien und Venezuela beheimatet, wird aber in tropischen und subtropischen Regionen oft als Zierpflanze kultiviert, gelegentlich verwildert sie dort auch.
Besonders als Zierpflanze ist die Art in Florida für die Schmetterlingsart Pseudosphinx tetrio bedeutsam, deren Raupen sie als Nahrung dient.
Die weißblütigen Formen von Plumeria rubra werden nicht selten fälschlich als Plumeria alba bezeichnet; doch dies ist der gültige Name einer anderen Art.
Die Art sowie Hybride sind in Hawaii eingeführt bzw. gezüchtet worden. Die Blüten aller Arten werden pua melia genannt.

## Verwendung
In Hawaii werden die Blüten aller Arten von Plumeria werden pua melia genannt und – wie auch auf anderen pazifischen Inseln – bevorzugt für Leis verwendet.
Die Rinde, Blätter, Blüten und der Milchsaft werden medizinisch genutzt.